# Isoneuromyia nigrofasciata
Isoneuromyia nigrofasciata är en tvåvingeart som beskrevs av Freeman 1951. Isoneuromyia nigrofasciata ingår i släktet Isoneuromyia och familjen platthornsmyggor. Inga underarter finns listade i Catalogue of Life.